# Eleições legislativas portuguesas de 2015 no distrito de Leiria
| Eleições legislativas portuguesas de 2015 Distritos: Aveiro \| Beja \| Braga \| Bragança \| Castelo Branco \| Coimbra \| Évora \| Faro \| Guarda \| Leiria \| Lisboa \| Portalegre \| Porto \| Santarém \| Setúbal \| Viana do Castelo \| Vila Real \| Viseu \| Açores \| Madeira \| Estrangeiro |

## Resultados por concelho
Os resultados nos concelhos do Distrito de Leiria foram os seguintes:

### Alcobaça
| Partido                 | Partido                         | Votos  | %               | +/-   |
| ----------------------- | ------------------------------- | ------ | --------------- | ----- |
|                         | Portugal à Frente               | 14 456 | 49,49 / 100,00  | 10,00 |
|                         | Partido Socialista              | 7 420  | 25,40 / 100,00  | 3,77  |
|                         | Bloco de Esquerda               | 2 505  | 8,58 / 100,00   | 3,84  |
|                         | Coligação Democrática Unitária  | 1 323  | 4,53 / 100,00   | 0,09  |
|                         | Partido Democrático Republicano | 487    | 1,67 / 100,00   | Novo  |
|                         | Pessoas–Animais–Natureza        | 330    | 1,13 / 100,00   | 0,02  |
|                         | PCTP/MRPP                       | 320    | 1,10 / 100,00   | 0,11  |
|                         | Outros                          | 875    | 2,98 / 100,00   |       |
| Votos Inválidos         | Votos Inválidos                 | 1 491  | 5,11 / 100,00   | 0,30  |
| Total                   | Total                           | 29 207 | 100,00 / 100,00 |       |
| Eleitorado/Participação | Eleitorado/Participação         | 49 141 | 59,44 / 100,00  | 3,34  |

| Freguesia              | %     | %     | %     | %    | %    | %    | %    | Votantes |
| Freguesia              | PÀF   | PS    | BE    | CDU  | PDR  | PAN  | PCTP | Votantes |
| ---------------------- | ----- | ----- | ----- | ---- | ---- | ---- | ---- | -------- |
| Alcobaça e Vestiaria   | 41,61 | 30,58 | 9,34  | 6,52 | 1,35 | 1,33 | 1,16 | 3 545    |
| Alfeizerão             | 53,14 | 25,50 | 6,91  | 2,78 | 2,44 | 1,25 | 0,68 | 1 765    |
| Aljubarrota            | 48,03 | 25,44 | 9,18  | 4,85 | 1,68 | 0,81 | 1,20 | 3 094    |
| Bárrio                 | 39,58 | 32,60 | 6,87  | 8,03 | 1,98 | 1,28 | 1,51 | 859      |
| Benedita               | 62,00 | 16,83 | 7,06  | 2,64 | 1,62 | 1,22 | 0,56 | 4 818    |
| Cela                   | 49,91 | 25,13 | 7,58  | 4,84 | 1,25 | 1,25 | 1,19 | 1 675    |
| Cós, Alpedriz e Montes | 34,07 | 35,00 | 10,66 | 5,67 | 2,22 | 1,29 | 2,03 | 1 623    |
| Évora de Alcobaça      | 56,88 | 23,59 | 6,58  | 2,75 | 1,07 | 1,15 | 0,95 | 2 433    |
| Maiorga                | 28,56 | 37,90 | 11,60 | 7,98 | 1,36 | 0,91 | 2,36 | 1 103    |
| Pataias e Martingança  | 33,74 | 32,93 | 12,91 | 7,16 | 2,92 | 1,33 | 1,21 | 3 462    |
| São Martinho do Porto  | 42,86 | 30,79 | 10,95 | 3,48 | 1,26 | 1,04 | 1,55 | 1 351    |
| Turquel                | 66,77 | 14,34 | 5,90  | 2,02 | 1,18 | 0,84 | 0,67 | 2 371    |
| Vimeiro                | 73,29 | 11,82 | 4,15  | 2,35 | 0,45 | 0,54 | 0,81 | 1 108    |
| Alcobaça               | 49,49 | 25,40 | 8,58  | 4,53 | 1,67 | 1,13 | 1,10 | 29 207   |

### Alvaiázere
| Partido                 | Partido                         | Votos | %               | +/-   |
| ----------------------- | ------------------------------- | ----- | --------------- | ----- |
|                         | Portugal à Frente               | 2 642 | 68,68 / 100,00  | 10,39 |
|                         | Partido Socialista              | 633   | 16,45 / 100,00  | 4,02  |
|                         | Bloco de Esquerda               | 191   | 4,96 / 100,00   | 3,27  |
|                         | Coligação Democrática Unitária  | 52    | 1,35 / 100,00   | 0,19  |
|                         | Partido Democrático Republicano | 46    | 1,20 / 100,00   | Novo  |
|                         | Outros                          | 121   | 3,14 / 100,00   |       |
| Votos Inválidos         | Votos Inválidos                 | 162   | 4,22 / 100,00   | 1,00  |
| Total                   | Total                           | 3 847 | 100,00 / 100,00 |       |
| Eleitorado/Participação | Eleitorado/Participação         | 7 255 | 57,37 / 100,00  | 2,18  |

| Freguesia           | %     | %     | %    | %    | %    | Votantes |
| Freguesia           | PÀF   | PS    | BE   | CDU  | PDR  | Votantes |
| ------------------- | ----- | ----- | ---- | ---- | ---- | -------- |
| Almoster            | 67,61 | 18,51 | 3,08 | 0,77 | 1,29 | 389      |
| Alvaiázere          | 63,62 | 19,14 | 6,38 | 1,71 | 1,52 | 1 050    |
| Maçãs de Dona Maria | 72,62 | 13,74 | 4,33 | 0,95 | 1,06 | 946      |
| Pelmá               | 76,53 | 11,98 | 4,65 | 0,49 | 0,49 | 409      |
| Pussos São Pedro    | 67,52 | 17,19 | 4,94 | 1,90 | 1,23 | 1 053    |
| Alvaiázere          | 68,68 | 16,45 | 4,96 | 1,35 | 1,20 | 3 847    |

### Ansião
| Partido                 | Partido                         | Votos  | %               | +/-  |
| ----------------------- | ------------------------------- | ------ | --------------- | ---- |
|                         | Portugal à Frente               | 4 157  | 58,42 / 100,00  | 9,95 |
|                         | Partido Socialista              | 1 678  | 23,58 / 100,00  | 3,69 |
|                         | Bloco de Esquerda               | 386    | 5,42 / 100,00   | 3,15 |
|                         | Coligação Democrática Unitária  | 183    | 2,57 / 100,00   | 0,72 |
|                         | Partido Democrático Republicano | 118    | 1,66 / 100,00   | Novo |
|                         | Outros                          | 299    | 4,21 / 100,00   |      |
| Votos Inválidos         | Votos Inválidos                 | 295    | 4,15 / 100,00   | 0,55 |
| Total                   | Total                           | 7 116  | 100,00 / 100,00 |      |
| Eleitorado/Participação | Eleitorado/Participação         | 11 901 | 59,79 / 100,00  | 0,73 |

| Freguesia          | %     | %     | %    | %    | %    | Votantes |
| Freguesia          | PÀF   | PS    | BE   | CDU  | PDR  | Votantes |
| ------------------ | ----- | ----- | ---- | ---- | ---- | -------- |
| Alvorge            | 64,75 | 21,37 | 3,67 | 1,75 | 0,96 | 627      |
| Ansião             | 50,95 | 28,01 | 6,07 | 3,23 | 1,79 | 2 010    |
| Avelar             | 50,13 | 30,47 | 5,88 | 3,60 | 1,14 | 1 139    |
| Chão de Couce      | 60,44 | 21,16 | 6,93 | 2,22 | 1,51 | 1 125    |
| Pousaflores        | 66,37 | 19,50 | 3,94 | 2,15 | 2,50 | 559      |
| Santiago da Guarda | 66,73 | 17,33 | 4,47 | 1,75 | 1,93 | 1 656    |
| Ansião             | 58,42 | 23,58 | 5,42 | 2,57 | 1,66 | 7 116    |

### Batalha
| Partido                 | Partido                         | Votos  | %               | +/-  |
| ----------------------- | ------------------------------- | ------ | --------------- | ---- |
|                         | Portugal à Frente               | 5 085  | 59,34 / 100,00  | 9,66 |
|                         | Partido Socialista              | 1 474  | 17,20 / 100,00  | 1,86 |
|                         | Bloco de Esquerda               | 701    | 8,18 / 100,00   | 3,20 |
|                         | Coligação Democrática Unitária  | 184    | 2,15 / 100,00   | 0,17 |
|                         | Partido Democrático Republicano | 144    | 1,68 / 100,00   | Novo |
|                         | Pessoas–Animais–Natureza        | 107    | 1,25 / 100,00   | 0,01 |
|                         | Outros                          | 330    | 3,85 / 100,00   |      |
| Votos Inválidos         | Votos Inválidos                 | 544    | 6,34 / 100,00   | 1,60 |
| Total                   | Total                           | 8 569  | 100,00 / 100,00 |      |
| Eleitorado/Participação | Eleitorado/Participação         | 14 253 | 60,12 / 100,00  | 3,93 |

| Freguesia         | %     | %     | %    | %    | %    | %    | Votantes |
| Freguesia         | PÀF   | PS    | BE   | CDU  | PDR  | PAN  | Votantes |
| ----------------- | ----- | ----- | ---- | ---- | ---- | ---- | -------- |
| Batalha           | 53,82 | 19,21 | 9,97 | 2,78 | 2,09 | 1,47 | 4 353    |
| Golpilheira       | 58,32 | 18,55 | 8,04 | 1,68 | 1,90 | 1,01 | 895      |
| Reguengo do Fetal | 55,87 | 21,72 | 7,27 | 1,61 | 1,18 | 1,35 | 1 183    |
| São Mamede        | 72,92 | 10,06 | 5,10 | 1,36 | 1,03 | 0,84 | 2 138    |
| Batalha           | 59,34 | 17,20 | 8,18 | 2,15 | 1,68 | 1,25 | 8 569    |

### Bombarral
| Partido                 | Partido                         | Votos  | %               | +/-   |
| ----------------------- | ------------------------------- | ------ | --------------- | ----- |
|                         | Portugal à Frente               | 2 797  | 42,78 / 100,00  | 14,33 |
|                         | Partido Socialista              | 1 849  | 28,28 / 100,00  | 6,56  |
|                         | Bloco de Esquerda               | 580    | 8,87 / 100,00   | 4,26  |
|                         | Coligação Democrática Unitária  | 552    | 8,44 / 100,00   | 0,59  |
|                         | Pessoas–Animais–Natureza        | 92     | 1,41 / 100,00   | 0,09  |
|                         | Partido Democrático Republicano | 86     | 1,32 / 100,00   | Novo  |
|                         | PCTP/MRPP                       | 81     | 1,24 / 100,00   | 0,06  |
|                         | Outros                          | 209    | 3,21 / 100,00   |       |
| Votos Inválidos         | Votos Inválidos                 | 292    | 4,46 / 100,00   | 0,35  |
| Total                   | Total                           | 6 538  | 100,00 / 100,00 |       |
| Eleitorado/Participação | Eleitorado/Participação         | 11 604 | 56,34 / 100,00  | 0,07  |

| Freguesia             | %     | %     | %     | %    | %    | %    | %    | Votantes |
| Freguesia             | PÀF   | PS    | BE    | CDU  | PDR  | PAN  | PCTP | Votantes |
| --------------------- | ----- | ----- | ----- | ---- | ---- | ---- | ---- | -------- |
| Bombarral e Vale Covo | 36,19 | 31,30 | 10,24 | 9,93 | 1,47 | 1,78 | 1,35 | 3 476    |
| Carvalhal             | 47,65 | 28,00 | 8,27  | 4,77 | 1,27 | 0,82 | 1,12 | 1 343    |
| Pó                    | 63,07 | 18,58 | 5,28  | 3,67 | 1,38 | 0,69 | 0,69 | 436      |
| Roliça                | 48,64 | 23,69 | 7,01  | 9,90 | 0,94 | 1,25 | 1,25 | 1 283    |
| Bombarral             | 42,78 | 28,28 | 8,87  | 8,44 | 1,41 | 1,32 | 1,24 | 6 538    |

### Caldas da Rainha
| Partido                 | Partido                         | Votos  | %               | +/-   |
| ----------------------- | ------------------------------- | ------ | --------------- | ----- |
|                         | Portugal à Frente               | 11 241 | 44,98 / 100,00  | 14,68 |
|                         | Partido Socialista              | 6 579  | 26,33 / 100,00  | 5,64  |
|                         | Bloco de Esquerda               | 2 892  | 11,57 / 100,00  | 5,64  |
|                         | Coligação Democrática Unitária  | 1 229  | 4,92 / 100,00   | 0,38  |
|                         | Pessoas–Animais–Natureza        | 404    | 1,62 / 100,00   | 0,08  |
|                         | Partido Democrático Republicano | 386    | 1,54 / 100,00   | Novo  |
|                         | Outros                          | 1 136  | 4,56 / 100,00   |       |
| Votos Inválidos         | Votos Inválidos                 | 1 123  | 4,50 / 100,00   | 0,31  |
| Total                   | Total                           | 24 990 | 100,00 / 100,00 |       |
| Eleitorado/Participação | Eleitorado/Participação         | 45 633 | 54,76 / 100,00  | 3,63  |

| Freguesia                                        | %     | %     | %     | %    | %    | %    | Votantes |
| Freguesia                                        | PÀF   | PS    | BE    | CDU  | PAN  | PDR  | Votantes |
| ------------------------------------------------ | ----- | ----- | ----- | ---- | ---- | ---- | -------- |
| A dos Francos                                    | 53,72 | 21,33 | 8,01  | 3,84 | 0,68 | 1,58 | 886      |
| Alvorninha                                       | 56,62 | 21,28 | 7,30  | 2,46 | 1,64 | 2,32 | 1 466    |
| Caldas da Rainha - Santo Onofre e Serra do Bouro | 34,79 | 30,81 | 14,55 | 7,19 | 1,85 | 1,45 | 5 232    |
| Carvalhal Benfeito                               | 72,66 | 12,19 | 6,09  | 0,94 | 0,63 | 1,09 | 640      |
| Foz do Arelho                                    | 40,89 | 30,32 | 13,17 | 3,83 | 2,76 | 0,77 | 653      |
| Landal                                           | 64,11 | 18,92 | 5,71  | 1,31 | 0,82 | 0,82 | 613      |
| Nadadouro                                        | 47,20 | 24,01 | 10,38 | 4,68 | 2,24 | 1,63 | 983      |
| Nossa Senhora do Pópulo, Coto e São Gregório     | 41,40 | 28,70 | 12,31 | 5,51 | 1,66 | 1,48 | 8 910    |
| Salir de Matos                                   | 49,84 | 22,95 | 10,43 | 4,09 | 1,04 | 1,77 | 1 246    |
| Santa Catarina                                   | 65,19 | 15,22 | 6,87  | 2,25 | 1,30 | 1,30 | 1 689    |
| Tornada e Salir do Porto                         | 37,42 | 29,69 | 14,01 | 4,77 | 1,95 | 2,14 | 2 098    |
| Vidais                                           | 57,49 | 20,03 | 9,41  | 3,14 | 0,70 | 1,39 | 574      |
| Caldas da Rainha                                 | 44,98 | 26,33 | 11,57 | 4,92 | 1,62 | 1,54 | 24 990   |

### Castanheira de Pêra
| Partido                 | Partido                         | Votos | %               | +/-   |
| ----------------------- | ------------------------------- | ----- | --------------- | ----- |
|                         | Partido Socialista              | 761   | 45,79 / 100,00  | 5,38  |
|                         | Portugal à Frente               | 573   | 34,48 / 100,00  | 12,02 |
|                         | Bloco de Esquerda               | 119   | 7,16 / 100,00   | 4,25  |
|                         | Coligação Democrática Unitária  | 64    | 3,85 / 100,00   | 1,06  |
|                         | Partido Democrático Republicano | 23    | 1,38 / 100,00   | Novo  |
|                         | Outros                          | 60    | 3,60 / 100,00   |       |
| Votos Inválidos         | Votos Inválidos                 | 62    | 3,73 / 100,00   | 0,07  |
| Total                   | Total                           | 1 662 | 100,00 / 100,00 |       |
| Eleitorado/Participação | Eleitorado/Participação         | 2 819 | 58,96 / 100,00  | 1,55  |

| Freguesia                      | %     | %     | %    | %    | %    | Votantes |
| Freguesia                      | PS    | PÀF   | BE   | CDU  | PDR  | Votantes |
| ------------------------------ | ----- | ----- | ---- | ---- | ---- | -------- |
| Castanheira de Pera e Coentral | 45,79 | 34,48 | 7,16 | 3,85 | 1,38 | 1 662    |
| Castanheira de Pera            | 45,79 | 34,48 | 7,16 | 3,85 | 1,38 | 1 662    |

### Figueiró dos Vinhos
| Partido                 | Partido                         | Votos | %               | +/-   |
| ----------------------- | ------------------------------- | ----- | --------------- | ----- |
|                         | Portugal à Frente               | 1 888 | 51,93 / 100,00  | 13,18 |
|                         | Partido Socialista              | 1 111 | 30,56 / 100,00  | 8,48  |
|                         | Bloco de Esquerda               | 202   | 5,56 / 100,00   | 2,14  |
|                         | Coligação Democrática Unitária  | 68    | 1,87 / 100,00   | 0,20  |
|                         | Partido Democrático Republicano | 46    | 1,27 / 100,00   | Novo  |
|                         | Outros                          | 126   | 3,48 / 100,00   |       |
| Votos Inválidos         | Votos Inválidos                 | 195   | 5,36 / 100,00   | 1,34  |
| Total                   | Total                           | 3 636 | 100,00 / 100,00 |       |
| Eleitorado/Participação | Eleitorado/Participação         | 5 968 | 60,92 / 100,00  | 1,45  |

| Freguesia                       | %     | %     | %    | %    | %    | Votantes |
| Freguesia                       | PÀF   | PS    | BE   | CDU  | PDR  | Votantes |
| ------------------------------- | ----- | ----- | ---- | ---- | ---- | -------- |
| Aguda                           | 60,72 | 23,48 | 3,77 | 1,74 | 0,72 | 690      |
| Arega                           | 62,31 | 25,37 | 4,66 | 1,12 | 1,12 | 536      |
| Campelo                         | 40,58 | 48,55 | 0,72 | 2,17 | 1,45 | 138      |
| Figueiró dos Vinhos e Bairradas | 47,49 | 32,83 | 6,60 | 2,07 | 1,45 | 2 272    |
| Figueiró dos Vinhos             | 51,93 | 30,56 | 5,56 | 1,87 | 1,27 | 3 636    |

### Leiria
| Partido                 | Partido                         | Votos   | %               | +/-   |
| ----------------------- | ------------------------------- | ------- | --------------- | ----- |
|                         | Portugal à Frente               | 36 208  | 53,11 / 100,00  | 10,41 |
|                         | Partido Socialista              | 14 971  | 21,96 / 100,00  | 3,41  |
|                         | Bloco de Esquerda               | 6 527   | 9,57 / 100,00   | 4,07  |
|                         | Coligação Democrática Unitária  | 2 118   | 3,11 / 100,00   | 0,11  |
|                         | Partido Democrático Republicano | 1 335   | 1,96 / 100,00   | Novo  |
|                         | Pessoas–Animais–Natureza        | 847     | 1,24 / 100,00   | 0,02  |
|                         | Outros                          | 2 710   | 3,97 / 100,00   |       |
| Votos Inválidos         | Votos Inválidos                 | 3 460   | 5,08 / 100,00   | 0,23  |
| Total                   | Total                           | 68 176  | 100,00 / 100,00 |       |
| Eleitorado/Participação | Eleitorado/Participação         | 113 186 | 60,23 / 100,00  | 2,46  |

| Freguesia                         | %     | %     | %     | %    | %    | %    | Votantes |
| Freguesia                         | PÀF   | PS    | BE    | CDU  | PDR  | PAN  | Votantes |
| --------------------------------- | ----- | ----- | ----- | ---- | ---- | ---- | -------- |
| Amor                              | 46,88 | 23,91 | 11,54 | 4,30 | 1,78 | 1,45 | 2 417    |
| Arrabal                           | 64,96 | 16,83 | 7,51  | 2,04 | 1,32 | 0,84 | 1 664    |
| Bajouca                           | 78,10 | 5,67  | 4,67  | 1,23 | 1,45 | 0,54 | 1 306    |
| Bidoeira de Cima                  | 79,77 | 6,19  | 4,38  | 0,38 | 1,81 | 0,68 | 1 325    |
| Caranguejeira                     | 75,35 | 9,43  | 4,46  | 0,90 | 1,48 | 1,08 | 2 779    |
| Coimbrão                          | 47,45 | 27,84 | 7,66  | 2,90 | 1,28 | 1,16 | 862      |
| Colmeias e Memória                | 70,26 | 13,55 | 5,04  | 1,06 | 2,60 | 0,69 | 2 162    |
| Leiria, Pousos, Barreira e Cortes | 46,33 | 26,45 | 11,13 | 3,52 | 2,00 | 1,52 | 17 252   |
| Maceira                           | 44,14 | 27,03 | 10,49 | 4,59 | 1,93 | 1,18 | 5 338    |
| Marrazes e Barosa                 | 40,87 | 28,56 | 12,39 | 4,64 | 2,30 | 1,63 | 11 521   |
| Milagres                          | 60,32 | 17,74 | 7,35  | 1,92 | 1,92 | 0,56 | 1 618    |
| Monte Real e Carvide              | 45,39 | 25,35 | 11,62 | 4,01 | 2,57 | 1,14 | 2 994    |
| Monte Redondo e Carreira          | 56,71 | 19,82 | 7,51  | 3,37 | 1,55 | 1,08 | 2 971    |
| Parceiros e Azoia                 | 48,07 | 25,05 | 11,14 | 3,01 | 2,05 | 1,38 | 4 048    |
| Regueira de Pontes                | 55,19 | 21,58 | 7,50  | 2,72 | 2,06 | 0,99 | 1 214    |
| Santa Catarina da Serra e Chainça | 76,86 | 9,96  | 3,70  | 0,56 | 1,47 | 0,46 | 3 051    |
| Santa Eufémia e Boa Vista         | 69,52 | 12,09 | 6,27  | 1,38 | 1,87 | 0,94 | 2 457    |
| Souto da Carpalhosa e Ortigosa    | 67,19 | 11,07 | 9,32  | 1,31 | 1,63 | 1,03 | 3 197    |
| Leiria                            | 53,11 | 21,96 | 9,57  | 3,11 | 1,96 | 1,24 | 68 176   |

### Marinha Grande
| Partido                 | Partido                         | Votos  | %               | +/-  |
| ----------------------- | ------------------------------- | ------ | --------------- | ---- |
|                         | Partido Socialista              | 5 680  | 29,69 / 100,00  | 2,78 |
|                         | Portugal à Frente               | 4 952  | 25,88 / 100,00  | 9,35 |
|                         | Coligação Democrática Unitária  | 3 143  | 16,43 / 100,00  | 0,87 |
|                         | Bloco de Esquerda               | 2 895  | 15,13 / 100,00  | 5,36 |
|                         | PCTP/MRPP                       | 396    | 2,07 / 100,00   | 0,14 |
|                         | Partido Democrático Republicano | 286    | 1,49 / 100,00   | Novo |
|                         | Pessoas–Animais–Natureza        | 280    | 1,46 / 100,00   | 0,17 |
|                         | Outros                          | 658    | 3,45 / 100,00   |      |
| Votos Inválidos         | Votos Inválidos                 | 841    | 4,40 / 100,00   | 0,64 |
| Total                   | Total                           | 19 131 | 100,00 / 100,00 |      |
| Eleitorado/Participação | Eleitorado/Participação         | 33 728 | 56,72 / 100,00  | 0,99 |

| Freguesia        | %     | %     | %     | %     | %    | %    | %    | Votantes |
| Freguesia        | PS    | PÀF   | CDU   | BE    | PCTP | PDR  | PAN  | Votantes |
| ---------------- | ----- | ----- | ----- | ----- | ---- | ---- | ---- | -------- |
| Marinha Grande   | 28,94 | 25,43 | 17,17 | 15,70 | 2,07 | 1,50 | 1,56 | 15 548   |
| Moita            | 31,99 | 22,89 | 18,21 | 13,52 | 2,08 | 2,47 | 1,17 | 769      |
| Vieira de Leiria | 33,19 | 29,21 | 11,87 | 12,44 | 2,06 | 1,21 | 1,03 | 2 814    |
| Marinha Grande   | 29,69 | 25,88 | 16,43 | 15,13 | 2,07 | 1,49 | 1,46 | 19 131   |

### Nazaré
| Partido                 | Partido                         | Votos  | %               | +/-   |
| ----------------------- | ------------------------------- | ------ | --------------- | ----- |
|                         | Partido Socialista              | 2 664  | 38,31 / 100,00  | 9,98  |
|                         | Portugal à Frente               | 2 147  | 30,88 / 100,00  | 16,62 |
|                         | Bloco de Esquerda               | 868    | 12,48 / 100,00  | 4,72  |
|                         | Coligação Democrática Unitária  | 545    | 7,84 / 100,00   | 0,40  |
|                         | Partido Democrático Republicano | 113    | 1,63 / 100,00   | Novo  |
|                         | PCTP/MRPP                       | 98     | 1,41 / 100,00   | 0,06  |
|                         | Outros                          | 265    | 3,81 / 100,00   |       |
| Votos Inválidos         | Votos Inválidos                 | 253    | 3,64 / 100,00   | 0,51  |
| Total                   | Total                           | 6 953  | 100,00 / 100,00 |       |
| Eleitorado/Participação | Eleitorado/Participação         | 14 529 | 47,86 / 100,00  | 0,55  |

| Freguesia         | %     | %     | %     | %     | %    | %    | Votantes |
| Freguesia         | PS    | PÀF   | BE    | CDU   | PDR  | PCTP | Votantes |
| ----------------- | ----- | ----- | ----- | ----- | ---- | ---- | -------- |
| Famalicão         | 32,74 | 37,96 | 12,43 | 4,88  | 1,33 | 0,89 | 901      |
| Nazaré            | 41,82 | 29,73 | 12,09 | 6,80  | 1,59 | 1,37 | 4 541    |
| Valado dos Frades | 31,11 | 30,11 | 13,70 | 12,71 | 1,92 | 1,85 | 1 511    |
| Nazaré            | 38,31 | 30,88 | 12,48 | 7,84  | 1,63 | 1,41 | 6 953    |

### Óbidos
| Partido                 | Partido                         | Votos  | %               | +/-   |
| ----------------------- | ------------------------------- | ------ | --------------- | ----- |
|                         | Portugal à Frente               | 2 366  | 40,17 / 100,00  | 14,00 |
|                         | Partido Socialista              | 1 780  | 30,22 / 100,00  | 4,71  |
|                         | Bloco de Esquerda               | 671    | 11,39 / 100,00  | 6,35  |
|                         | Coligação Democrática Unitária  | 352    | 5,98 / 100,00   | 0,72  |
|                         | Pessoas–Animais–Natureza        | 83     | 1,41 / 100,00   | 0,13  |
|                         | PCTP/MRPP                       | 83     | 1,41 / 100,00   | 0,27  |
|                         | Partido Democrático Republicano | 75     | 1,27 / 100,00   | Novo  |
|                         | Outros                          | 171    | 2,90 / 100,00   |       |
| Votos Inválidos         | Votos Inválidos                 | 309    | 5,24 / 100,00   | 0,12  |
| Total                   | Total                           | 5 890  | 100,00 / 100,00 |       |
| Eleitorado/Participação | Eleitorado/Participação         | 10 440 | 56,42 / 100,00  | 0,30  |

| Freguesia                                | %     | %     | %     | %     | %    | %    | %    | Votantes |
| Freguesia                                | PÀF   | PS    | BE    | CDU   | PAN  | PCTP | PDR  | Votantes |
| ---------------------------------------- | ----- | ----- | ----- | ----- | ---- | ---- | ---- | -------- |
| A-dos-Negros                             | 34,42 | 34,29 | 11,08 | 6,39  | 1,17 | 1,30 | 2,09 | 767      |
| Amoreira                                 | 41,98 | 28,32 | 12,28 | 5,35  | 0,49 | 1,19 | 1,19 | 505      |
| Gaeiras                                  | 34,91 | 33,44 | 12,34 | 6,13  | 2,02 | 1,78 | 1,24 | 1 289    |
| Olho Marinho                             | 35,71 | 30,10 | 10,37 | 10,37 | 1,36 | 2,89 | 1,36 | 588      |
| Santa Maria, São Pedro e Sobral da Lagoa | 38,20 | 31,53 | 12,86 | 6,19  | 1,42 | 1,15 | 1,20 | 1 827    |
| Usseira                                  | 63,03 | 15,13 | 6,51  | 2,52  | 1,68 | 0,63 | 0,63 | 476      |
| Vau                                      | 52,97 | 26,94 | 8,68  | 2,51  | 0,91 | 0,68 | 0,91 | 438      |
| Óbidos                                   | 40,17 | 30,22 | 11,39 | 5,98  | 1,41 | 1,41 | 1,27 | 5 890    |

### Pedrógão Grande
| Partido                 | Partido                         | Votos | %               | +/-   |
| ----------------------- | ------------------------------- | ----- | --------------- | ----- |
|                         | Portugal à Frente               | 1 083 | 54,50 / 100,00  | 15,32 |
|                         | Partido Socialista              | 535   | 26,93 / 100,00  | 7,06  |
|                         | Bloco de Esquerda               | 121   | 6,09 / 100,00   | 3,98  |
|                         | Partido Democrático Republicano | 32    | 1,61 / 100,00   | Novo  |
|                         | Coligação Democrática Unitária  | 24    | 1,21 / 100,00   | 0,10  |
|                         | Outros                          | 82    | 3,75 / 100,00   |       |
| Votos Inválidos         | Votos Inválidos                 | 110   | 5,54 / 100,00   | 0,90  |
| Total                   | Total                           | 1 987 | 100,00 / 100,00 |       |
| Eleitorado/Participação | Eleitorado/Participação         | 3 460 | 57,43 / 100,00  | 0,42  |

| Freguesia       | %     | %     | %    | %    | %    | Votantes |
| Freguesia       | PÀF   | PS    | BE   | PDR  | CDU  | Votantes |
| --------------- | ----- | ----- | ---- | ---- | ---- | -------- |
| Graça           | 58,46 | 24,88 | 3,98 | 2,74 | 0,75 | 402      |
| Pedrógão Grande | 53,58 | 26,75 | 6,67 | 1,63 | 1,22 | 1 230    |
| Vila Facaia     | 53,24 | 29,86 | 6,48 | 0,28 | 1,69 | 355      |
| Pedrógão Grande | 54,50 | 26,93 | 6,09 | 1,61 | 1,21 | 1 987    |

### Peniche
| Partido                 | Partido                         | Votos  | %               | +/-   |
| ----------------------- | ------------------------------- | ------ | --------------- | ----- |
|                         | Portugal à Frente               | 4 219  | 33,89 / 100,00  | 15,14 |
|                         | Partido Socialista              | 3 957  | 31,79 / 100,00  | 6,95  |
|                         | Coligação Democrática Unitária  | 1 388  | 11,15 / 100,00  | 0,59  |
|                         | Bloco de Esquerda               | 1 297  | 10,42 / 100,00  | 4,38  |
|                         | PCTP/MRPP                       | 251    | 2,02 / 100,00   | 0,41  |
|                         | Pessoas–Animais–Natureza        | 195    | 1,57 / 100,00   | 0,16  |
|                         | Partido Democrático Republicano | 190    | 1,53 / 100,00   | Novo  |
|                         | Outros                          | 408    | 3,28 / 100,00   |       |
| Votos Inválidos         | Votos Inválidos                 | 543    | 4,37 / 100,00   | 0,01  |
| Total                   | Total                           | 12 448 | 100,00 / 100,00 |       |
| Eleitorado/Participação | Eleitorado/Participação         | 25 074 | 49,65 / 100,00  | 2,71  |

| Freguesia          | %     | %     | %     | %     | %    | %    | %    | Votantes |
| Freguesia          | PÀF   | PS    | CDU   | BE    | PCTP | PAN  | PDR  | Votantes |
| ------------------ | ----- | ----- | ----- | ----- | ---- | ---- | ---- | -------- |
| Atouguia da Baleia | 45,53 | 26,30 | 6,24  | 9,23  | 1,21 | 1,61 | 1,28 | 4 292    |
| Ferrel             | 30,26 | 39,67 | 5,89  | 10,73 | 1,06 | 1,58 | 2,29 | 1 137    |
| Peniche            | 27,26 | 33,59 | 15,53 | 11,38 | 2,63 | 1,62 | 1,53 | 6 354    |
| Serra d'El-Rei     | 28,42 | 36,54 | 9,92  | 8,42  | 3,01 | 0,75 | 1,80 | 665      |
| Peniche            | 33,89 | 31,79 | 11,15 | 10,42 | 2,02 | 1,57 | 1,53 | 12 448   |

### Pombal
| Partido                 | Partido                         | Votos  | %               | +/-  |
| ----------------------- | ------------------------------- | ------ | --------------- | ---- |
|                         | Portugal à Frente               | 15 235 | 59,25 / 100,00  | 8,16 |
|                         | Partido Socialista              | 5 048  | 19,63 / 100,00  | 1,60 |
|                         | Bloco de Esquerda               | 1 947  | 7,57 / 100,00   | 3,77 |
|                         | Coligação Democrática Unitária  | 567    | 2,21 / 100,00   | 0,21 |
|                         | Partido Democrático Republicano | 462    | 1,80 / 100,00   | Novo |
|                         | Pessoas–Animais–Natureza        | 257    | 1,00 / 100,00   | 0,01 |
|                         | Outros                          | 957    | 3,73 / 100,00   |      |
| Votos Inválidos         | Votos Inválidos                 | 1 240  | 4,82 / 100,00   | 0,58 |
| Total                   | Total                           | 25 713 | 100,00 / 100,00 |      |
| Eleitorado/Participação | Eleitorado/Participação         | 53 885 | 47,72 / 100,00  | 1,96 |

| Freguesia                                          | %     | %     | %     | %    | %    | %    | Votantes |
| Freguesia                                          | PÀF   | PS    | BE    | CDU  | PDR  | PAN  | Votantes |
| -------------------------------------------------- | ----- | ----- | ----- | ---- | ---- | ---- | -------- |
| Abiul                                              | 73,53 | 12,75 | 4,60  | 1,37 | 0,89 | 0,48 | 1 239    |
| Almagreira                                         | 68,45 | 16,50 | 5,92  | 0,63 | 1,32 | 0,35 | 1 436    |
| Carnide                                            | 81,78 | 6,89  | 3,56  | 0,33 | 1,00 | 0,44 | 900      |
| Carriço                                            | 57,93 | 19,59 | 7,76  | 1,64 | 1,93 | 1,02 | 1 766    |
| Guia, Ilha e Mata Mourisca                         | 65,21 | 14,74 | 6,12  | 1,46 | 1,49 | 1,17 | 3 087    |
| Louriçal                                           | 58,05 | 17,33 | 8,94  | 3,02 | 2,17 | 1,53 | 2 348    |
| Meirinhas                                          | 74,31 | 10,67 | 4,83  | 0,77 | 1,65 | 0,55 | 911      |
| Pelariga                                           | 55,25 | 23,66 | 8,11  | 1,91 | 3,34 | 0,48 | 1 048    |
| Pombal                                             | 48,92 | 25,42 | 10,23 | 3,13 | 1,77 | 1,43 | 7 273    |
| Redinha                                            | 52,43 | 29,24 | 7,43  | 1,88 | 2,48 | 0,99 | 1 009    |
| Santiago e S. Simão de Litém e Albergaria dos Doze | 58,70 | 21,38 | 6,60  | 2,55 | 1,89 | 0,35 | 2 545    |
| Vermoil                                            | 65,04 | 15,91 | 5,11  | 2,70 | 1,82 | 0,80 | 1 370    |
| Vila Cã                                            | 61,20 | 16,77 | 6,53  | 2,18 | 1,92 | 1,02 | 781      |
| Pombal                                             | 59,25 | 19,63 | 7,57  | 2,21 | 1,80 | 1,00 | 25 713   |

### Porto de Mós
| Partido                 | Partido                         | Votos  | %               | +/-   |
| ----------------------- | ------------------------------- | ------ | --------------- | ----- |
|                         | Portugal à Frente               | 6 404  | 50,95 / 100,00  | 11,85 |
|                         | Partido Socialista              | 3 044  | 24,22 / 100,00  | 4,40  |
|                         | Bloco de Esquerda               | 1 132  | 9,01 / 100,00   | 3,70  |
|                         | Coligação Democrática Unitária  | 389    | 3,09 / 100,00   | 0,33  |
|                         | Partido Democrático Republicano | 238    | 1,89 / 100,00   | Novo  |
|                         | Pessoas–Animais–Natureza        | 132    | 1,05 / 100,00   | 0,13  |
|                         | Outros                          | 550    | 4,37 / 100,00   |       |
| Votos Inválidos         | Votos Inválidos                 | 681    | 5,42 / 100,00   | 0,59  |
| Total                   | Total                           | 12 570 | 100,00 / 100,00 |       |
| Eleitorado/Participação | Eleitorado/Participação         | 21 474 | 58,54 / 100,00  | 2,73  |

| Freguesia          | %     | %     | %     | %    | %    | %    | Votantes |
| Freguesia          | PÀF   | PS    | BE    | CDU  | PDR  | PAN  | Votantes |
| ------------------ | ----- | ----- | ----- | ---- | ---- | ---- | -------- |
| Alqueidão da Serra | 48,02 | 25,63 | 9,93  | 4,26 | 1,22 | 0,81 | 987      |
| Alvados e Alcaria  | 74,17 | 11,67 | 3,96  | 1,88 | 1,04 | 0,83 | 480      |
| Arrimal e Mendiga  | 59,84 | 18,56 | 7,20  | 1,83 | 1,01 | 0,61 | 986      |
| Calvaria de Cima   | 43,84 | 28,84 | 10,03 | 4,22 | 2,28 | 1,35 | 1 186    |
| Juncal             | 51,95 | 23,21 | 8,45  | 2,80 | 1,81 | 1,22 | 1 715    |
| Mira de Aire       | 39,26 | 32,17 | 12,02 | 4,04 | 2,05 | 1,55 | 1 806    |
| Pedreiras          | 54,70 | 21,95 | 8,59  | 2,72 | 2,50 | 0,95 | 1 362    |
| Porto de Mós       | 47,42 | 26,52 | 9,64  | 3,14 | 2,31 | 0,99 | 3 028    |
| São Bento          | 75,22 | 10,04 | 3,57  | 1,79 | 0,89 | 0,45 | 448      |
| Serro Ventoso      | 60,49 | 14,69 | 6,64  | 1,57 | 1,40 | 0,70 | 572      |
| Porto de Mós       | 50,95 | 24,22 | 9,01  | 3,09 | 1,89 | 1,05 | 12 570   |